# Мигер, Мэри
Мэри Терстегг Мигер (англ. Mary Terstegge Meagher; род. 27 октября 1964, Луисвилл, Кентукки, США) — американская пловчиха. Трёхкратная чемпионка летних Олимпийских игр 1984 года, многократная победительница и призёр чемпионатов мира по водным видам спорта, Панамериканских игр и Tихоокеанских чемпионатов по плаванию, семикратная рекордсменка мира на дистанциях 100 и 200 м баттерфляем. Член Зала славы мирового плавания и Олимпийского зала славы США.

## Биография
Родилась в Луисвилле (Кентукки) в семье Джима и Флой Мигер, десятый из 11 детей в семье. Второе имя, полученное по девичьей фамилии матери, позволяло отличать девочку от старшей сестры, Мэри Глен. Начала заниматься плаванием в пять лет в кантри-клубе «Ривер-Роуд», позже тренировалась у Денниса Персли в Лейксайдском плавательном клубе.
В 1979 году, за три месяца до достижения 15-летнего возраста, завоевала золотую медаль на Панамериканских играх в Сан-Хуане (Пуэрто-Рико), установив мировой рекорд на дистанции 200 м баттерфляем — 2 минуты 9,77 секунды. Успешно прошла отбор в национальную сборную к Олимпийским играм в Москве, но из-за отказа США от участия в этих Играх была вынуждена пропустить соревнования.
Рекорд на дистанции 200 м баттерфляем улучшала ещё четыре раза, установила также два мировых рекорда на дистанции 100 м баттерфляем. Лучшие результаты в карьере на обеих дистанциях показала в 1981 году на национальном чемпионате США по плаванию, после чего была признана лучшей пловчихой года журналом Swimming World и получила прозвище «Мадам Баттерфляй». Эти два рекорда (соответственно 57,93 и 2.05,96) оставались непревзойдёнными до 1999 года и входят в число самых долговечных мировых достижений в плавании.
В 1982 году завоевала титул чемпионки мира на дистанции 100 м баттерфляем и серебро на вдвое большей дистанции баттерфляем и в составе сборной США в комбинированной эстафете 4×100 м. Осенью того же года поступила в Калифорнийский университет в Беркли, где продолжала тренироваться под началом специалистки по баттерфляю, олимпийской чемпионки и будущего члена Зала славы мирового плавания Карен Моэ Торнтон. На протяжении четырёх лет учёбы ежегодно выигрывала с командой университета чемпионат NCAA, дважды становилась лауреатом Приза Хонды в плавании, а по итогам последнего года учёбы завоевала Кубок Хонды-Бродерика как лучшая спортсменка-студентка года вне зависимости от вида спорта.
На Олимпийских играх 1984 года в Лос-Анджелесе завоевала в 19 лет три золотых медали, помимо двух дистанций баттерфляем победив также в комбинированной эстафете 4×100 м в составе сборной США. После этого планировала завершить соревновательную карьеру, но этому помешало стремление ещё раз улучшить собственные рекорды, а также чувство ответственности перед сборной. В 1985 году на Тихоокеанском чемпионате по плаванию в Токио снова выиграла обе дистанции баттерфляем; в том же году, также в Японии, стала трёхкратной чемпионкой Универсиады в Кобе, где победила на тех же трёх дистанциях, что и в Лос-Анджелесе, а также завоевала серебро на дистанции 200 м вольным стилем. На чемпионате мира 1986 года в Мадриде Мигер стала обладательницей трёх индивидуальных медалей (золотой на дистанции 200 м баттерфляем и бронзовых на аналогичной дистанции вольным стилем и на 100 м баттерфляем) и ещё трёх серебряных медалей в составе сборной США — в обеих эстафетах вольным стилем и в комбинированной эстафете 4×100 м.
В последний раз приняла участие в Олимпийских играх в 1988 году в Сеуле, уже пройдя пик спортивной формы, и добавила к трём золотым медалям Лос-Анджелеса серебро в комбинированной эстафете и бронзу на дистанции 200 м баттерфляем; при этом в национальном отборе к Олимпиаде Мигер показала более высокий результат на этой дистанции (2.09,13), чем тот, которого в Сеуле хватило для победы восточногерманской пловчихе Катлин Норд (2.09,51). К моменту окончания карьеры, помимо медалей международных соревнований, 24 раза стала чемпионкой США.
В 1996 году включена в число знаменосцев Олимпийского флага на Олимпийских играх в Атланте. В 1993 году включена в списки Зала славы мирового плавания, а в 2009 году — в списки Олимпийского зала славы США.